# Sasha Grey
Sasha Grey, pseudoniem van Marina Ann Hantzis (North Highlands, 14 maart 1988), is een Amerikaans actrice, model, schrijfster, muzikante en voormalig pornoactrice.
Steven Soderberghs The Girlfriend Experience (2009) was Greys eerste mainstreamfilm, maar niet haar eerste mainstreamwerk in de amusementsindustrie. Zo verscheen ze in videoclips van The Roots, The Smashing Pumpkins en Eminem. Daarnaast deed Grey modellenwerk voor onder meer de Amerikaanse kledingfabrikant American Apparel en voor verscheidene kunstboeken en schilders.

## Biografie
Grey werd geboren in North Highlands en groeide op in een arbeidersfamilie in Sacramento; haar moeder werkte voor de staat Californië. Haar ouders scheidden voordat Grey haar middelbare school had afgemaakt, en haar moeder hertrouwde in 2000 toen Grey 12 was. Ze ging naar vier middelbare scholen voordat ze haar diploma haalde, omdat ze op ieder daarvan ongelukkig was. In de herfst van 2005 volgde ze een post-secundaire opleiding en volgde ze lessen in film, dans en acteren. Grey dacht erover te gaan strippen zodat ze niet zo hard hoefde te werken, maar koos uiteindelijk voor de pornografie. Ze serveerde in een steakhouse tot maart 2006 en spaarde 7.000 dollar om naar Los Angeles te kunnen verhuizen.

### Pornografie
In mei 2006 verhuisde Grey naar Los Angeles en begon ze haar carrière in pornofilms, net nadat ze achttien werd. Eerst dacht ze erover om zich Anna Karina te noemen (naar de Franse New Wave-actrice), voordat ze haar huidige naam koos. De naam 'Sasha' komt van Sascha Konietzko van de band KMFDM, en 'Grey' verwijst naar Oscar Wildes novelle The Picture of Dorian Gray en de "Kinsey scale of sexuality". Haar eerste scène was een orgie met Rocco Siffredi voor The Fashionistas 2 door John Stagliano.
Bijna zes maanden nadat ze de porno-industrie inging, stond er een hoofdartikel over Grey in de uitgave van november 2006 van Los Angeles waarin ze een potentiële ster werd genoemd, mogelijk de volgende Jenna Jameson. Minder dan twee jaar nadat ze de industrie inging, in januari 2007, kreeg Grey prijzen voor Best Three Way Sex Scene en Best Group Scene bij de AVN Adult Movie Awards. Ze werd ook genomineerd voor Best New Starlet, maar die prijs ging naar Naomi. Grey kreeg de titel Pet of The Month voor juli 2007 en werd gefotografeerd door modefotograaf Terry Richardson. In 2008, werd ze de jongste persoon die de AVN "Female Performer of the Year" prijs won.
In december 2006 werd Grey geïnterviewd in het nieuwsprogramma The Insider. In februari 2007 was ze te gast in The Tyra Banks Show, om te discussiëren over tieners in de seksindustrie. Er verscheen een profiel van Grey in de uitgave van december 2008 van Rolling Stone "Hot Issue". In april 2008 maakte ze haar opwachting op de Brandeis University voor een interview met Los Angeles Times-blogger Scott Feinberg, gevolgd door een vraaggesprek met 300 studenten.
Grey vertegenwoordigt zichzelf in de porno-industrie via haar eigen impresariaat L.A. Factory Girls. terwijl The Spread Group haar mainstream zaken bestuurt. Sinds 2006 werkt ze aan een autobiografische documentaire die haar ervaringen belicht tussen haar 18e en 21e levensjaar.
A.O. Scott van The New York Times beschrijft haar pornografische carrière als "gekarakteriseerd door zowel het uiterste om wat ze bereid is te doen, als ook een ongebruikelijke mate van intellectuele ernst om het te doen."

### Modellenwerk

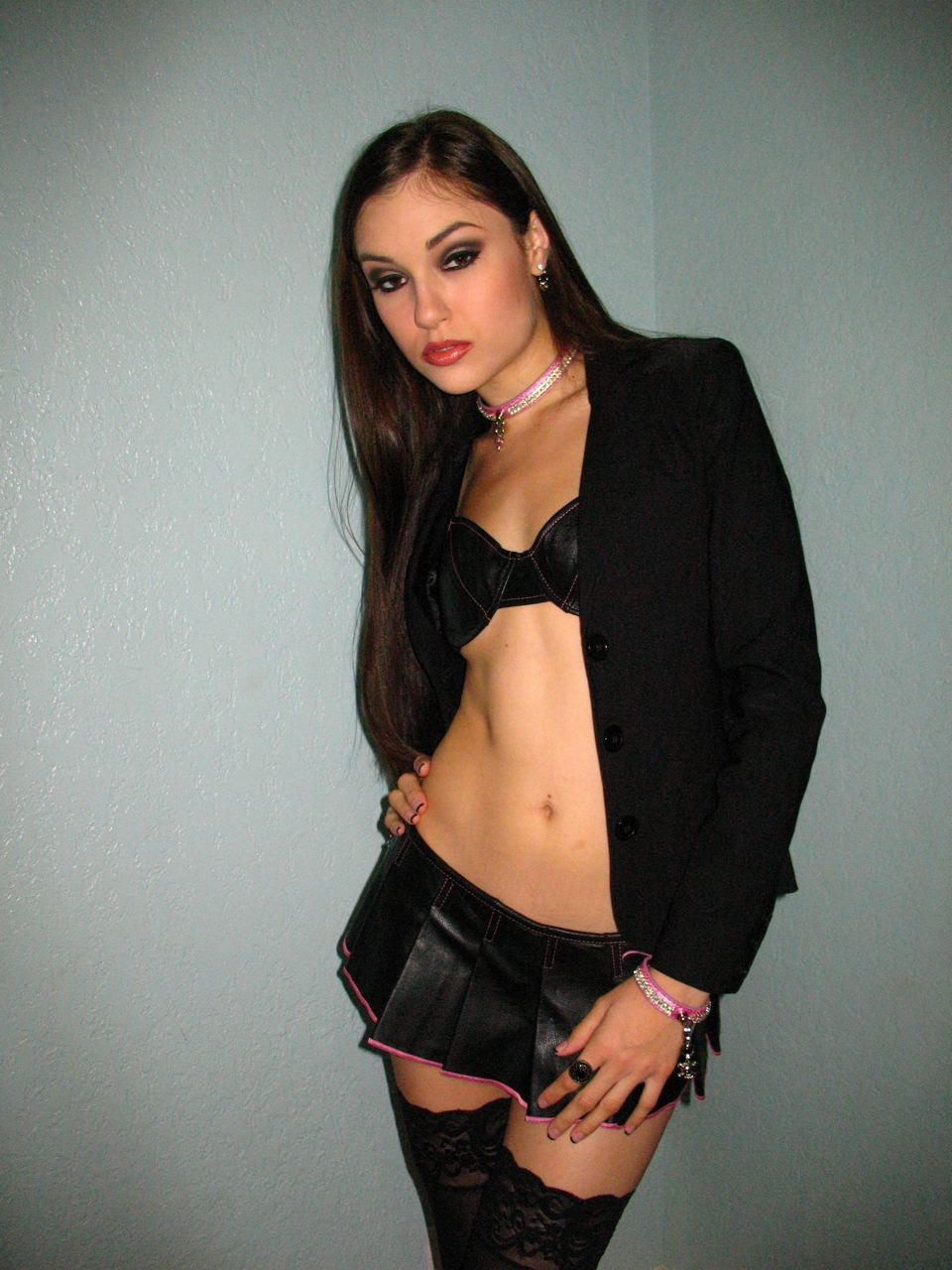
Nadat ze haar naam had gevestigd in pornografie, ging Grey naar andere domeinen zoals modellenwerk.

Grey stond op de cover van het album Zeitgeist van The Smashing Pumpkins uit 2007, en speelde in hun videoclip "Superchrist". Grey speelde ook in de videoclip "Birthday Girl" van The Roots en "Space Bound" van Eminem.
Ze heeft model gestaan voor American Apparel en Richard Kern als een onderdeel van Vice magazines anti-mode-lay-out en verscheen in een driedelig VBS-programma, "Shot by Kern". Ze verscheen ook in Taschens 25e jubileum herdruk van Terry Richardsons Terryworld. Te midden van andere samenwerkingen met Richardson, verscheen ze ook in Wives, Wheels, Weapons, een handboek voor James Freys Bright Shiny Morning. Ze heeft tevens model gestaan voor kunstenaars James Jean, David Choe en Frédéric Poincelet.

### Acteren
Grey speelde in een aflevering van James Gunn's PG Porn met James Gunn. Ze heeft een kort optreden in Dick Rudes onafhankelijke film Quit. Ze heeft een hoofdrol in de Canadese low budget black-comedy-/horrorfilm Smash Cut van de in Ottawa gevestigde Odessa/Zed Filmworks. Hierin speelt ze een tv-nieuwspersoonlijkheid die undercover gaat als een actrice in een horrorfilmproductie, alleen maar om te ontdekken wie haar oudere zus vermoord heeft.
Ze speelt ook de hoofdrol in de film The Girlfriend Experience van de met een Oscar bekroonde regisseur Steven Soderbergh. Ook was ze te zien in de horrorfilm Would You Rather en in meerdere afleveringen van de HBO-serie Entourage. In 2014 acteerde ze samen met Elijah Wood in de thriller Open Windows.

### Stemacteren
In 2011 sprak ze de stem in van Viola in het spel Saints Row: The Third dat uitkwam op 15 november 2011.

### Muziek
In 2008 begon Grey een industrial muziek-samenwerking met Pablo St. Francis, genaamd ATelecine. Hun eerste ep, AVigillant Carpark, werd uitsluitend uitgebracht op 7 inch vinyl door New York label Pendu Sound. Ze droeg ook bij aan de zang voor het album Aleph at Hallucinatory Mountain van Current 93.

### Discografie
Met ATelecine:
- aVigillant Carpark (2009) (ep)
- A Cassette Tape Culture (2010)
- ...And Six Dark Hours Pass (2010)

Gastoptredens:
- Current 93 - Aleph at Hallucinatory Mountain (2009)
- X-TG - Desertshore / The Final Report (2012)
- Infected Mushroom - Converting Vegetarians II (2015) 
  - Fields of Grey EP (2015)
- Death in Vegas - Transmission (2016)
  - Honey EP (2018) - gastoptreden
- PIG & Sasha Grey - That's the Way (I Like It) EP (2018)
  - You've Lost That Lovin' Feelin' (2019)

Solo:
- Talk Dirty to Me (2012) - erotische dialogen
- Sasha Grey (2014) - single
- That's The Way (I Like It) (2018) - single

### Boek
In 2013 verscheen haar debuutroman Het Juliette genootschap, een erotische roman waarin protagoniste Catherine verzeild raakt in een sinister erotomaan genootschap. De titel is een verwijzing naar de roman Juliette of De voorspoed van de ondeugd van Markies de Sade.

## Filmografie

### Pornofilms
- Sasha Grey Loves Anal (2019) (compilatie)
- Interracial Pass (2017) (2 episodes)
- Everybody Loves Sasha Grey (2013) (compilatie)
- There's Something About Sasha Grey (2012) (compilatie)
- The Prettiest Face I Came Across 2 (2012) (compilatie)
- Double Penetration (2012) (compilatie)
- Teenage Bad Girls 2 (2011)
- 16 Hours of Little Titties (2011) (compilatie)
- Malice in Lalaland (2010) - Malice
- Tori Black Vs. Sasha Grey (2010) (compilatie)
- Best of No Swallowing Allowed (2009) (compilatie)
- Ladies Room 2 (2009) (compilatie)
- Puckered Up (2009)
- Seinfeld: A XXX Parody (2009) - Pornoster
- This Ain't Star Trek XXX (2009) - Chandra
- Nylons 5 (2009)
- PG Por - Tricia Scrotey (1 episode, 2009)
- The Birthday Party (2009) - ook co-regie
- The Seduction (2009) - ook regie
- DreamGirlz Vol. 2 (2009)
- Secretary's Day 3 (2009)
- The F!ve (2009)
- Ass Eaters Unanimous 19 (2009)
- Top Ten 2 (2009)
- Buttman's Stretch Class 2 (2009)
- I Wanna Bang Your Sister (2009)
- Sporty Girls 2 (2009) - Bokser
- The King of Coochie 4 (2009)
- Teenage All Stars (2009)
- Face Invaders 4 (2009)
- Throat: A Cautionary Tale (2009) - Julie Garret
- Don't Make Me Beg (2009)
- Fox Holes (2009) (compilatie)
- Pop Shots #10 (2008) (compilatie)
- Ladies Room (2008) (compilatie)
- Fantasy All-Stars #9 (2008) (compilatie)
- One Wild & Crazy Night (2008) - Brandy
- Pirates II: Stagnetti's Revenge (2008) - Maria
- Women Seeking Women 46 (2008) - Sabrina
- Not Bewitched XXX (2008) - Sexy model
- The Last Rose (2008) - Teresa
- Addicted 4 (2008)
- Soloerotica 10 (2008)
- Sasha Grey's Anatomy (2008) - Dr. Sasha Grey
- Once Upon a Crime (2008) - Verteller (stemrol)
- House of Sex & Domination (2008)
- My Evil Sluts 3 (2008)
- Girlvana 4 (2008)
- Finger Licking Good: Volume 5 (2008)
- Black Power 3 (2008)
- Circa '82 (2008)
- Hairy Movie (2008)
- Teenage Whores 3 (2008)
- Playgirl: Sex Inferno (2008)
- Strip Tease Then Fuck 10 (2008)
- One Wild & Crazy Night (2008)
- Nurses (2008)
- Teenage Wasteland (2008)
- Bitchcraft 4 (2008)
- Anal Cavity Search 6 (2008)
- Apprentass 10 (2008)
- P.O.V. Centerfolds 7 (2008)
- P.O.V. Blowjobs (2008)
- Porn Week: Los Angeles Vacation (2008)
- 'Cum Buckets! 8 (2008)
- Spunk'd 8 (2008)
- Totally Fucked 2 (2008)
- Slam It! In a Young Whore (2008)
- Stoya: Sexy Hot (2008)
- Lord of Asses 13 (2008)
- Jack's Teen America: Mission 22 (2008)
- Bree & Sasha (2008)
- Top Ten (2008)
- Massive Facials (2008)
- No Swallowing Allowed 13 (2008)
- House of Jordan 2 (2008)
- Fuck Slaves 3 (2008)
- Evil Pink 4 (2008)
- King Cobra (2008)
- Swallow This 12 (2008)
- We Suck! POV Tag-Team Suck-Off (2008)
- Shades of Romona (2008)
- Flying Solo (2008)
- Pure (2008)
- Girl Train (2008)
- Kiss Attack (2008)
- Shot Glasses (2008)
- Pop Goes the Weasel 2 (2008)
- Fishnets 8 (2008)
- Anal Acrobats 3 (2008)
- Device Bondage (2007-2008) (4 episodes)
- Whipped Ass (2007-2008) (2 episodes)
- Babysitters (2007) - Danni de oppas
- Flower's Squirt Shower 5 (2007)
- Broken (2007)
- Blow Me Sandwich 11 (2007)
- Total Interactive Control of Sasha Grey (2007)
- Neighbor Affair 6 (2007)
- Innocence: Brat (2007)
- Keep 'Em Cummin' (2007)
- Squirt Gangbang (2007)
- The Neighbors (2007)
- Odd Jobs 2 (2007)
- Slam It! In a Slut (2007)
- Strap Attack 6 (2007)
- Control 7 (2007)
- Grand Theft Anal 11 (2007)
- Spunk'd 7 (2007)
- The Skin Trade (2007)
- House of Ass 7 (2007)
- First Time Ball Busters (2007)
- Naughty Flipside (2007)
- Barefoot Confidential 49 (2007)
- Whack Jobs 2 (2007)
- Best of Hush Hush: Sasha Grey & Barbie Cummings (2007)
- Performers of the Year (2007)
- All Alone 2 (2007)
- My First Porn 8 (2007)
- Anal Acrobats (2007)
- Erotic Seductions (2007) - Ava (televisiefilm)
- Feeding Frenzy 9 (2007)
- Bitchcraft 2 (2007)
- Head Case 2 (2007)
- Wet Food (2007)
- The Doll House 3 (2007)
- Naughty Book Worms 7 (2007)
- Naughty America 4 Her 3 (2007)
- Barefoot Confidential 50 (2007)
- In Your Face 4 (2007)
- Teenage Whores 2 (2007)
- Meet the Fuckers 7 (2007)
- 2 Young to Fall in Love 4 (2007)
- Asstravaganza 3 (2007)
- Stimula (2007)
- Bullets & Burlesque (2007)
- Screen Dreams 2 (2007)
- Pussy Cats 2 (2007)
- Filth Cums First 3 (2007)
- POV Cock Suckers 5 (2007)
- My Dirty Angels 8 (2007)
- Swallow My Children (2007)
- Squirt Facials (2007)
- Shay Jordan: Video Nasty (2007)
- White Chicks Gettin' Black Balled 22 (2007)
- Sex Toy Teens (2007)
- Throated 12 (2007)
- The Skin Trade (2007) - Janet Oberling
- Flower's Squirt Shower 5 (2007)
- Fuck Slaves (2006)
- 'Sex Slaves 2 (2006)
- Cum Fart Cocktails 5 (2006)
- Assault That Ass 9 (2006)
- Twisted Vision 4 (2006)
- Tight Teen Twats 2 (2006)
- Bring'um Young #23 (2006)
- Shane vs. Boz (2006)
- 12 Nasty Girls Masturbating 8 (2006)
- My First Porn 7 (2006)
- I'm a Big Girl Now 6 (2006)
- Fashionistas: Safado (2006)
- Razördolls (2006)
- Belladonna: Fetish Fanatic 4 (2006)
- In Thru the Back Door (2006)
- Illegal Ass 2 (2006)
- House of Ass 3 (2006)
- Teenage Heartbreakers (2006)
- 2 Big 2 Be True 4 (2006)
- Gang Bang My Face (2006)
- Share My Cock! 4 (2006)
- Teenstravaganza! (2006)
- Barely Legal 62 (2006)
- 50 to 1 4 (2006)
- Black Cock Addiction 2 (2006)
- Oral Supremacy (2006)
- Daddy's Little Princess 2 (2006)
- Face Fucking, Inc. (2006)
- Best of Blackzilla (2006)
- Smokin Hot (2006)
- Suck It Dry 3 (2006)
- Pop Goes the Weasel (2006)
- Gang Bang 5 (2006)
- Freaky First Timers 2 (2006)
- Slut Puppies 2 (2006)
- Teenage Peach Fuzz 3 (2006)
- Fuck for Dollars 3 (2006)
- Rich Little Bitch (2006)
- Teenage Anal Princess 5 (2006) - Sasha
- The Girl Next Door 2 (2006)
- Sexual Freak 3 (2006)
- A2M #10: The Art of Ass to Mouth (2006)
- Swallow My Squirt 4 (2006)
- Fashionistas Safado: The Challenge (2006) - Model
- Sasha Grey Superslut (2006)
- Assault That Ass 9 (2006)

### Reguliere films
- Black Licorice (2019) - haarzelf
- The Concessionaires Must Die! (2017) - Film snob
- X-Rated 2: The Greatest Adult Stars of All Time! (2016) - haarzelf (documentaire)
- Open Windows (2014) - Jill Goddard
- The Scribbler (2014) - Bunny
- Skum Rocks! (2013) (documentaire)
- Mr. Angel (2013) (documentaire)
- Would You Rather (2012) - Amy
- The Girl from the Naked Eye (2012) - Lena
- Life (2011) - Sarah
- I Melt with You (2011) - Raven
- Blackstone (2011) - Raven (kortfilm)
- Pocong Mandi Goyang Pinggul (2011) - Sasha Altmeyer
- The New Erotic: Art Sex Revolution (2011)  - haarzelf (documentaire)
- Quit (2010) - Bediende #2 kleine supermarkt
- Smash Cut (2009) - April Carson
- Modus Operandi (2009) - als gastvrouw/co-producente
- Porn: Business of Pleasure (2009) - haarzelf (documentaire)
- The Girlfriend Experience (2009) - Chelsea / Christine
- 9to5: Days in Porn (2008) - haarzelf (documentaire)
- Eric Kroll: A Photographer's Life (2008) - haarzelf (documentaire)
- Adult Entertainment Expo (2007+2009) (documentaire)
- Homo Erectus (2007) - Holbewoonster (onvermeld)

### Televisie
- Grey Area (2020), talkshow
- Into the Dark (2018), 1 afl.
- Death in Vegas - Honey (2018), videoclip
- Creepy Text Theatre Animated (2015), 7 afl., animatieserie (stemrol)
- David J - Toxic (2014), videoclip
- Eminem - Space Bound (2011), videoclip
- Rated A for Adult (2010-2011) (documentaireserie)
- Entourage (2010), 6 afl.
- Deeper Throat (2009), 5 afl.
- James Gunn's PG Porn (2009), webserie, 1 afl.
- Attack of the Show! (2009), documentaire voor Sexpo
- Sexpo Australia (2009), tv-special
- The Roots - Birthday Girl (2008), videoclip
- Smashing Pumpkins - Superchrist (2007), videoclip
- The Tyra Banks Show (2007), talkshow, 1 afl.

## Prijzen

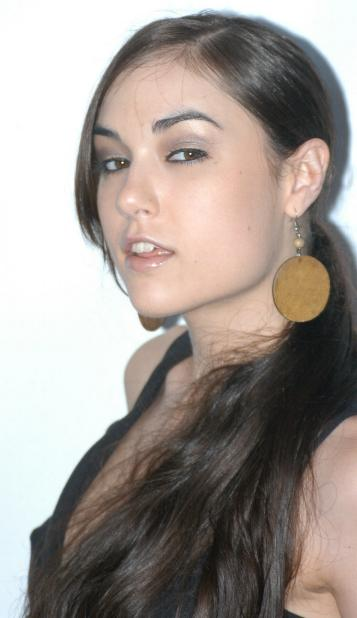
Sasha Grey tijdens een feest georganiseerd vanwege de film Island Fever 4.

- 2007: AVN Award for Best Three-Way Sex Scene – Fuck Slaves (with Sandra Romain and Manuel Ferrara)[30]
- 2007: AVN Award for Best Group Sex Scene (Video) – Fashionistas Safado: The Challenge[30]
- 2007: XRCO Award for Best New Starlet[31]
- 2007: Adultcon Top 20 Adult Actresses[32]
- 2008: AVN Award - Best Oral Sex Scene, Video – Babysitters[33]
- 2008: AVN Award - Female Performer of the Year[33]
- 2008: XRCO Award for Female Performer of the Year[34]
- 2009: XRCO Award for Mainstream Adult Favorite[35]
- 2009 Genesis Number One Pornstar of The Year[36]
- 2010 AVN Award for Best Anal Sex Scene – Anal Cavity Search 6[37]
- 2010 AVN Award for Best Oral Sex Scene – Throat: A Cautionary Tale
- 2010 XBIZ Award for Crossover Star of the Year
- 2010 XRCO Award for Mainstream Adult Media Favorite
- 2010 F.A.M.E. Award – Favorite Oral Starlet